# Liste der Museen im Landkreis Erding
Die Liste der Museen im Landkreis Erding gibt einen Überblick über aktuelle und ehemalige Museen im Landkreis Erding in Bayern.

## Aktuelle Museen
| Gemeinde           | Name                     | Kurzbeschreibung | gegründet/ eröffnet | Träger                                             | Standort                                    | Bild           | Link |
| ------------------ | ------------------------ | --- | ------------------- | -------------------------------------------------- | ------------------------------------------- | -------------- | ---- |
| Dorfen             | Heimatmuseum             | Das Museum zeigt Schautafeln und Exponate zur Geschichte der Stadt Dorfen und der Region von der Ur- und Frühgeschichte bis zur Gegenwart. | 2004                | Historischer Kreis Dorfen e. V.                    | !548.2720695512.1523315 48.272069 12.152331 | weitere Bilder |      |
| Erding             | Bauernhausmuseum         | Auf dem Museumsgelände befinden sich 15 verlagerte Baudenkmäler aus dem Landkreis Erding. Gebäude und Exponate veranschaulichen Landwirtschaft, Handwerk und das bäuerliche Leben im 19. Jahrhundert und Anfang des 20. Jahrhunderts.                     | 14. Okt. 1989       | Landkreis Erding                                   | !548.3041115511.9251115 48.304111 11.925111 | weitere Bilder |      |
| Erding             | Museum Erding            | In verschiedenen Abteilungen zeigt und erläutert das Museum archäologische Funde, die Stadtentwicklung, das Glockengießer- und Lodererhandwerk, Werke regionaler Künstler und Alltagsgeschichten Erdinger Bürger. Zudem finden Sonderausstellungen statt. | 1856                | Stadt Erding                                       | Ehemaliges Antoniusheim mit modernem Anbau  | weitere Bilder |      |
| Erding             | Museum Franz Xaver Stahl | Im ehemaligen Wohn- und Atelierhaus des Tiermalers Franz Xaver Stahl sind Ausstellungsräume sowie die privaten Wohnräume und das Atelier des Künstlers zu besichtigen. Die Sammlung umfasst Gemälde von Franz Xaver Stahl und Johann Georg Schlech.       | Sep. 2014           | Stadt Erding                                       | !548.3071715511.9114305 48.307171 11.91143  |                |      |
| Forstern           | Eicher-Museum            | Das Museum dokumentiert die Geschichte der Firma Eicher und deren Traktoren seit 1936. | 2008                | Eicherfreunde Forstern e. V.                       | Ehemaliges Verwaltungsgebäude               |                |      |
| Isen               | Heimatmuseum             | Das Museum zeigt alte Ansichten von Isen und Exponate zur Ortsgeschichte, Landwirtschaft, Handwerk, Zunft- und Vereinswesen. | 1969                | Marktgemeinde Isen                                 | Altes Rathaus                               | weitere Bilder |      |
| Kirchberg          | Heimatmuseum Thal        | Im Nachbau eines regionaltypischen Hofgebäudes sind Ausstellungsräume mit Fahrzeugen, landwirtschaftlichen Geräten, Handwerkszeug und Haushaltsgegenständen zu sehen. Daneben befinden sich eine Schmiede und eine im gotischen Stil errichtete Kapelle.  | 2004                | Oldtimerfreunde Kirchberg/Holzland e. V.           | Thal                                        |                |      |
| Taufkirchen (Vils) | Urzeitmuseum             | Das aus einer privaten Sammlung entstandene Museum zeigt Fossilien und Modelle urzeitlicher Tiere aus verschiedenen Epochen von der letzten Eiszeit bis zur Zeit der Dinosaurier.                                                                         | 6. Sep. 2008        | Freunde des Urzeitmuseums Taufkirchen (Vils) e. V. | !548.3444285512.1281395 48.344428 12.128139 | weitere Bilder |      |

## Ehemalige Museen
| Gemeinde | Name             | Kurzbeschreibung | gegründet/ eröffnet | geschlossen/ aufgelöst | Träger | Standort             | Bild | Link |
| -------- | ---------------- | --- | ------------------- | ---------------------- | ------ | -------------------- | ---- | ---- |
| Finsing  | Schwemmgutmuseum | Eine Sammlung skurriler Fundstücke, die als Treibgut im Isarkanal angeschwemmt wurden, konnte im Kraftwerksgebäude besichtigt werden. | 1999                | 2016                   |        | Kraftwerk Neufinsing |      |      |